# 盛宣怀铜像

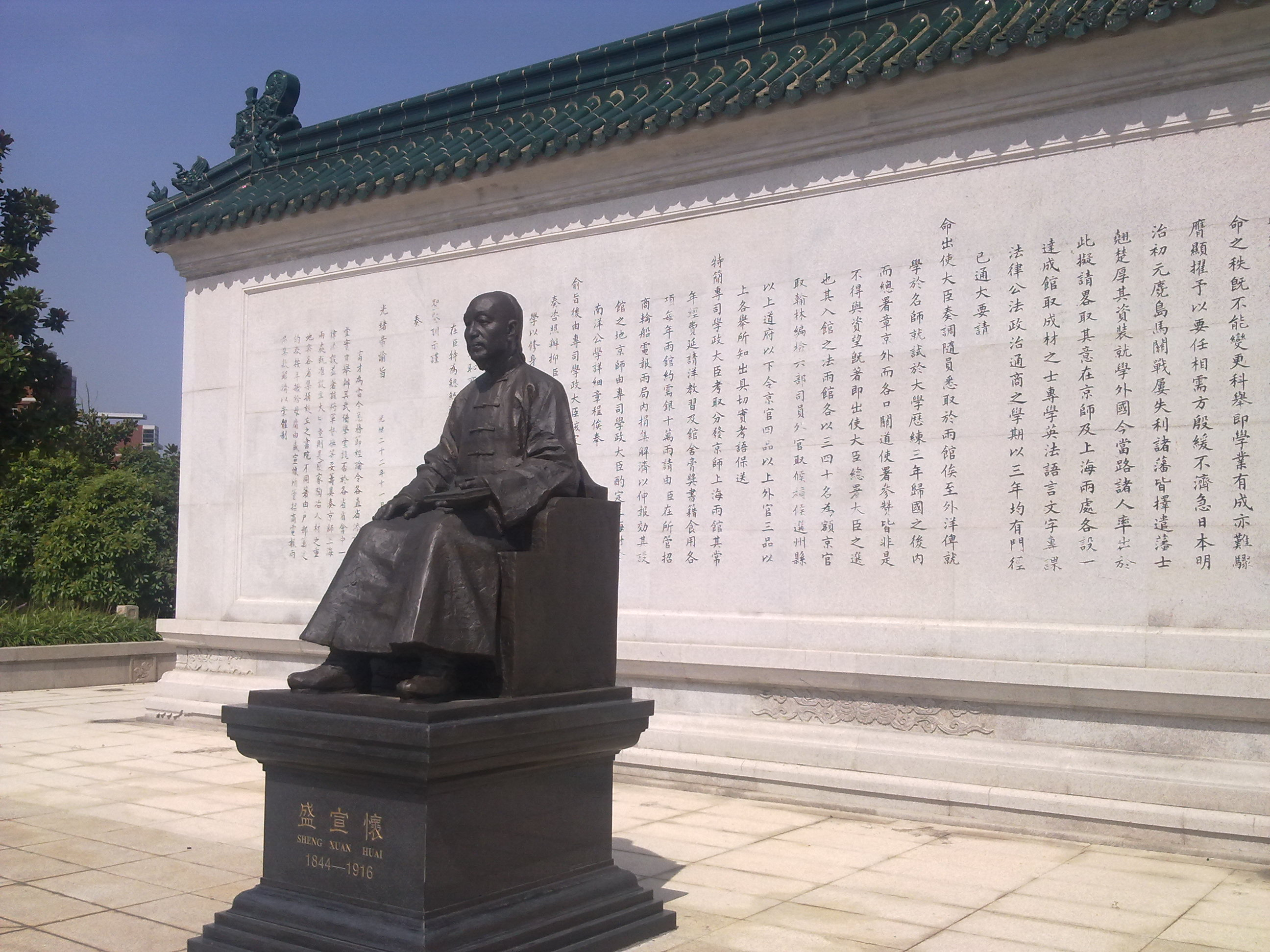
盛宣怀铜像

盛宣怀铜像位于上海交通大学闵行校区东大门内、宣怀大道东头，为纪念上海交通大学的前身南洋公学的创办人盛宣怀而设立，于2010年4月10日揭幕。铜像的雕塑方案由上海交通大学媒体与设计学院的孔繁强副教授创作，高1.8米，为坐姿，下方有黑色花岗岩底座，高1米，座椅采用中西结合的简化式样。铜像以盛宣怀上书光绪皇帝时五十多岁的容貌铸造，服装参考原盛宣怀立像的马褂着装，左手托奏章。铜像后方照壁上刻有所奏奏章《请设学堂片》全文，铜像西侧有分别刻有“思源”和“致远”的棂星门，其侧有南洋公学界碑和石碾及饮水思源碑的复制品、刻有“天地交而万物通，上下交而其志同”的石碑和一小段铁路。

## 落成典礼
2010年4月10日，作为上海交通大学成立114周年的活动之一，盛宣怀铜像的落成典礼举行。铜像由盛氏家族代表盛彭菊影女士、盛毓凤先生及上海交通大学党委书记马德秀、校长张杰揭幕。观礼的还有盛氏家族成员和特邀嘉宾近80人。会上，马德秀向盛氏家族代表盛承倩女士和盛承慧女士赠送礼物，盛承洪和王征致辞发言。会后，与会人员在铜像前合影。

## 其他盛宣怀铜像
1923年（一说1926年），学校师生在校园中部建立盛宣怀铜像，该铜像为立像，位于今上海交通大学徐汇校区中部，抗日战争期间被毁。
今徐汇校区新上院大堂内有一座盛宣怀半身铜像，上刻“交通大学创始人盛宣怀”字样。